# Skoki
Skoki [ˈskɔkʲi] (deutsch Schokken) ist eine Stadt mit 4400 Einwohnern im Powiat Wągrowiecki der Woiwodschaft Großpolen. Sie ist Sitz der gleichnamigen Stadt-und-Land-Gemeinde mit etwa 9700 Einwohnern.

## Geographische Lage
Die Stadt liegt an der Kleinen Welna, 17 Kilometer südlich der Kreisstadt Wągrowiec (Wongrowitz).

## Geschichte

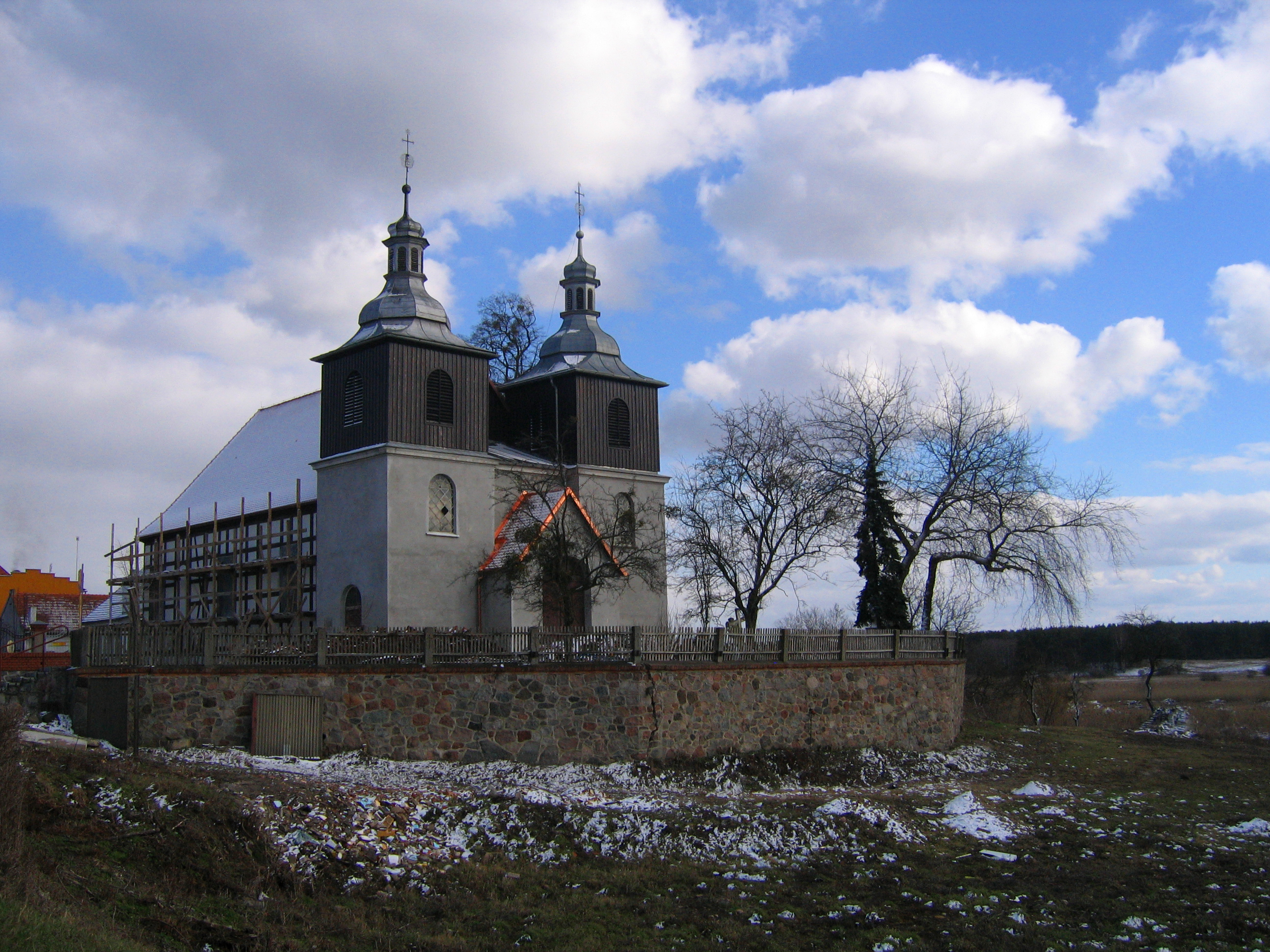
Nikolaikirche

Die erste Erwähnung war 1367. Siedlern aus Nordostdeutschland wurde vier Jahre Nutzungsrecht, Steuer-, Glaubens- und Handelsfreiheit gewährt. Deswegen war es ein Zentrum der polnischen Reformation. Im Dreißigjährigen Krieg erfolgte 1632 die Gründung der Neustadt durch deutsche Zuwanderer.
Infolge einer Seuche schrumpfte die Einwohnerzahl im Jahr 1710 um die Hälfte. 1795 brannte der Ort ab. Grundherr war um diese Zeit Graf Swinarski. Am Ausgang des 18. Jahrhunderts lebten in der Ortschaft 518 Christen von verschiedenen Bekenntnissen, vorwiegend Evangelische, zum Teil Polen, und 338 Juden.
Schokken gehörte von 1815 bis 1918 zum Kreis Wongrowitz in der preußischen Provinz Posen. Nach dem Ersten Weltkrieg musste die Stadt aufgrund der Bestimmungen des Versailler Vertrags an die Zweite Polnische Republik abgetreten werden.
1939 wurde die Stadt beim Überfall auf Polen von der deutschen Wehrmacht besetzt. Anschließend wurde Schokken völkerrechtswidrig vom Deutschen Reich annektiert. Die Stadt wurde vom Landkreis Wongrowitz (1941–1945 Landkreis Eichenbrück) verwaltet. Im Ort befanden sich die zwei Kriegsgefangenenlager der Wehrmacht Oflag XXI A und Oflag XXI B. Gegen Ende des Zweiten Weltkriegs wurde Schokken im Frühjahr 1945 von der Roten Armee befreit. Vor ihrem Eintreffen hatten viele Einwohner versucht zu fliehen. Die Stadt wurde wieder in Skoki rückbenannt. In der Folgezeit wurden die verbliebenen deutschen Einwohner von der örtlichen polnischen Verwaltungsbehörde vertrieben.
Seit 1995 gibt es eine Partnerschaft mit der Samtgemeinde Bardowick.

### Einwohnerzahlen
- 1800: 0857, davon 519 Christen (zum Teil Polen) und  338 Juden[1]
- 1816: 0906[1]
- 1843: 1227[1]
- 1861: 1225[1]
- 1885: 1374, davon 496 Evangelische, 687 Katholiken und 191 Juden[2]

## Gemeinde
Zur Stadt-und-Land-Gemeinde (gmina miejsko-wiejska) Skoki gehören 27 Dörfer mit Schulzenämtern. Die Gemeinde hat eine Fläche von ca. 199 km².

## Verkehr
Skoki liegt an der Bahnstrecke Poznań–Bydgoszcz mit dem Bahnhof Sława Wielkopolska, wo die im Personenverkehr nicht mehr betriebene Bahnstrecke Gniezno–Sława Wielkopolska abzweigt, dem Haltepunkt (ehemals Bahnhof) Skoki, wo früher die Bahnstrecke Janowiec Wielkopolski–Skoki abzweigte und dem Haltepunkt (ehemals Bahnhof) Roszkowo.

## Söhne und Töchter der Stadt
- Moses Wasserzug (geb. um 1760), Chasan und Schochet
- Stanislaus Wojtowski (1850–1913), deutscher Architekt.